# Clypeaster australasiae
Clypeaster australasiae is een zee-egel uit de familie Clypeasteridae.
De wetenschappelijke naam van de soort werd in 1851 gepubliceerd door John Edward Gray.